# Hasarius mumbai
Espèce
Hasarius mumbai est une espèce d'araignées aranéomorphes de la famille des Salticidae.

## Distribution
Cette espèce endémique du Maharashtra en Inde,. Elle se rencontre vers Bombay.

## Description
Le mâle holotype mesure 6,45 mm et la femelle paratype 5,92 mm.

## Systématique et taxinomie
Cette espèce a été décrite par Joshi et Tripathi en 2023.

## Étymologie
Son nom d'espèce lui a été donné en référence au lieu de sa découverte, Mumbai.

## Publication originale
- Tripathi, Joshi, Kasambe & Sudhikumar, 2023 : « A new species of Hasarius Simon, 1871 (Araneae: Salticidae) from Mumbai, India. » Arthropoda Selecta, vol. 32, no 2, p. 213-219.